# Estanys i molleres d'Àrreu: Rosari i de Muntanyó o Pudo
Els estanys del Rosari d'Arreu (1993 m) i del Muntanyó d'Àrreu (2204 m) es troben a la capçalera de la vall d'Àrreu. Són dos estanys morfològicament molt semblants, amb una superfície de 5 ha. Es troben en conques hidrològiques diferents. El del Rosari és més profund (19.5 m), té una conca bastant grossa (450 ha), ja que és el darrer estany d'un rosari de diferents estanys i basses, entre els quals hi ha l'estany de Garrabea. En canvi l'estany del Muntanyó és més somer (13 m de fondària) i té una conca petita, (de 110 ha) i és l'únic estany de la conca. A sota l'estany del Muntanyó hi ha un antic estany reblert de sediment, que ara forma una sèrie de molleres extraordinàries d'una extensió poc habitual als Pirineus.
La vegetació de la conca està formada per prats acidòfils formats per gespets (prats de Festuca eskia), i prats calcícoles de Festuca airoides o de F. yvesii, prats de F. nigrescens, Trifolium thalii i Ranunculus jouanii i prats d'ussona (F. gautieri). També s'hi troben matollars d'Empetrum hermaphroditum i neretars (Rhododendron ferrugineus), alguns amb pinedes de pi negre (Pinus pinea). Les molleres de càrex (Carex fusca) i molses del gènere Sphagnum hi són també ben representades.
Aquests estanys, malgrat estar geogràficament a prop de l'estany de Garrabea, tenen unes característiques completament diferents, ja que es troben en una conca calcària, aspecte que dintre del nostre territori és força excepcional per als estanys. A més, tenen una rica flora macrofítica de la qual ressalta la presència de fins a quatre espècies diferents del gènere Potamogeton a l'estany del Muntanyó, Potamogeton perfoliatus, P. alpinus, P. berchtoldii i P. praelongus i una (P. berchtoldii) al del Rosari, que també té espargani (Sparganium angustifolium), ranuncle aquàtic (Ranunculus aquatilis), subulària (Subularia aquatica), els isoets Isoetes lacustris i I. echinospora, i al litoral Callitriche palustris.
Als dos estanys s'hi ha introduït la truita comuna (Salmo trutta) i més recentment ha aparegut el barb roig (Phoxinus phoxinus), espècie de ciprínid que s'utilitza il·legalment com a esquer.
L'estat ecològic dels dos estanys és Bo segons la classificació establerta per la Directiva Marc de l'Aigua. Pel que fa al seu règim de protecció l'estany del Rosari es troba dins de l'actual Parc Natural de l'Alt Pirineu, però en canvi l'estany del Muntanyó d'Àrreu incomprensiblement no es troba sota cap figura de protecció. Aquest fet sembla que va lligat als plans d'expansió d'una estació d'esquí i, per tant, aquest estany, tot i ser un dels estanys més singulars de tots els Pirineus està seriosament amenaçat. Per la seva riquesa biològica i la seva singularitat es recomana que es busqui una mesura urgent de protecció per aquest estany.